# Bahiret el Bibane
La bahiret el Bibane (arabe : بحيرة البيبان) est une lagune située dans le gouvernorat de Médenine en Tunisie.
Le 7 novembre 2007, cette zone humide est reconnue comme site Ramsar.